# Rafael Martínez-Campillo García
Rafael Martínez-Campillo García (Oriola, 1953) és un advocat i polític valencià originari d'Oriola.

## Biografia
Llicenciat en Dret, ha estat tècnic urbanista per l'Institut d'Estudis d'Administració Local.
Políticament ingressà en la UCD el 1977, del que en fou secretari de política municipal a Osca i en la Diputació General d'Aragó. Després ha estat coordinador nacional de Política Interna i President Provincial del Centre Democràtic i Social (CDS), partit amb el qual fou elegit diputat per la província d'Alacant a les eleccions generals espanyoles de 1986 i 1989. Fou vicepresident segon de la Comissió de Règim de les Administracions Públiques (1986-1989) i ponent del CDS en la Comissió Parlamentària d'Investigació en l'afer de Renfe el 1992 així com Director General d'Urbanisme i Planificació de la Regió de Múrcia Posteriorment ha exercit com a advocat de promotores immobiliàries a la Vega Baixa i en 2002 es va veure embolicat en una investigació judicial per un suposat tràfic d'influències en una requalificació de terrenys a Algorfa.